# Lycée français de Prague-Dejvice
Pour l’article homonyme, voir Lycée français de Prague.

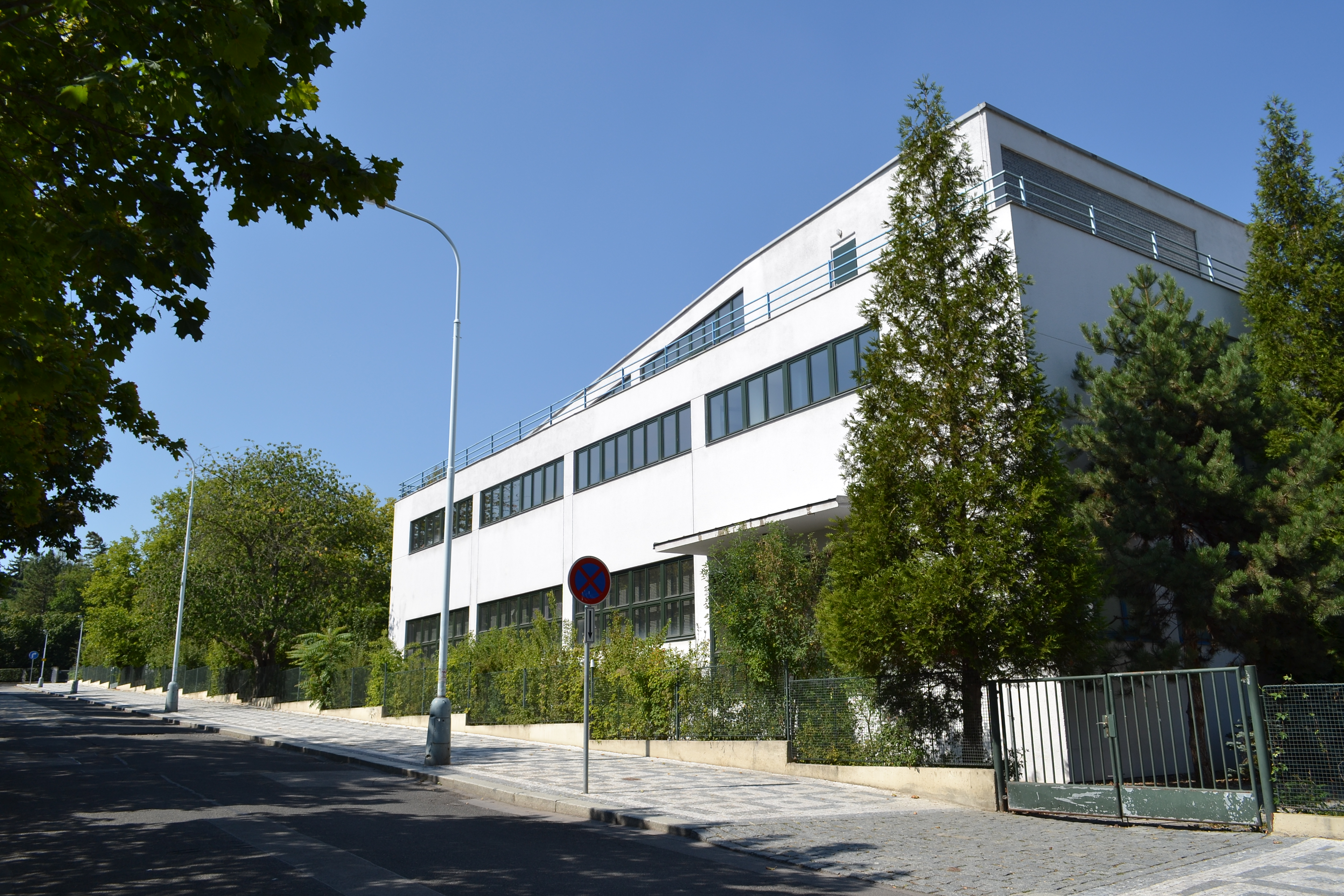

Le lycée français de Prague-Dejvice, de son vrai nom Gymnase réal français de Praha, est un établissement d'enseignement français créé en 1919 à Prague et fermé en 1948.
Le lycée français a été créé en 1919, à la suite de l'Institut Ernest-Denis. Il a d'abord été installé au Centre-Ville dans les locaux du collège technique de Ječná (cs), qui comptait peu d'élèves à cette époque.
Destiné à l'origine aux enfants des membres de la mission militaire française, il devint vite recherché par les familles tchécoslovaques et étrangères, souvent aisées, dont les enfants sont devenus majoritaires dans les salles de classe dès les années 1920. Pendant l'année scolaire 1929-1930, le lycée compte alors 519 élèves, dont 441 de nationalité tchécoslovaque et seulement 16 de nationalité française. Les effectifs ne cesseront d'augmenter: en septembre 1937, on y comptera 788 élèves, à 85% tchécoslovaques et à 7% français.
En 1930, la construction de nouveaux locaux dans le quartier Dejvice fut confiée à l'architecte Jan Gillar (cs). La rentrée de septembre 1933 se fait dans le nouvel édifice. En plus des classes secondaires, le groupe scolaire comprenait également une école maternelle et une école élémentaire.
Le 15 mars 1939, six mois après les accords de Munich, la Wehrmacht entre dans Prague par l'Ouest. Le lycée se trouvant sur sa route, il est symboliquement le premier établissement secondaires à être fermé par les troupes allemandes. Réquisitionné par l'occupant, il accueille tout au long de la guerre une école allemande jusqu'en janvier 1945, lorsque les troupes SS choisissent le bâtiment comme base. Lors de l'insurrection de Prague, le 5 mai 1945, des combats entre SS et civils y éclatent, laissant de nombreuses vitres brisées.
La fin de la Seconde Guerre mondiale et le départ de l'occupant permettent la réouverture du lycée à la rentrée de septembre 1945, accueillant 845 élèves. Cependant, la prise du pouvoir par les communistes en février 1948 provoquera le licenciement progressif de professeurs français et mènera à la fermeture définitive du lycée en 1950.
Par la suite, le bâtiment fut occupé d'abord par un collège technique, par un lycée avec enseignement renforcé des langues, puis par une école primaire avec classes maternelles : Základní škola a mateřská škola Bílá.
Un nouveau lycée français fut ouvert dès 1990 après la Révolution de Velours.